# جورج هاريس (لاعب كرة قدم بريطاني)
جورج هاريس (بالإنجليزية: George Harris)‏ (10 يونيو 1940 في المملكة المتحدة - 9 فبراير 2022) هو لاعب كرة قدم بريطاني في مركز جناح ‏. لعب مع كامبريدج يونايتد ونادي ريدنغ ونادي واتفورد ونيوبورت كونتي ونادي وكينغ وووركينغهام وإمربروك ‏.